# Trubetskoy
Trubetskoy – białoruski zespół rockowy, założony przez byłych członków grupy Lapis Trubieckoj i wykonujący zarówno przeboje z jej repertuaru w nowych aranżacjach, jak i nowe kompozycje własnego autorstwa.

## Historia
Trubetskoy powstał w wyniku zakończenia działalności grupy Lapis Trubieckoj z końcem sierpnia 2014 roku. Jej wokalista Pawieł Bułatnikau oraz gitarzysta Rusłan Uładyka założyli z dniem 1 września nowy zespół, nawiązujący do dotychczasowej formacji nazwą i mający wykonywać na koncertach piosenki z jej dorobku, ale także nowe, autorskie utwory. Zgodnie z zapowiedziami muzyków, Trubetskoy miał w przeciwieństwie do swej poprzedniczki nie poruszać w swojej twórczości kwestii politycznych czy społecznych, a grać „czysty rock’n’roll”, oparty na surowym gitarowym brzmieniu, niezawierający się w ramach konkretnych stylów muzycznych.
Pierwotny skład zespołu tworzyli obok Bułatnikaua i Uładyki także Alaksandr Starażuk, perkusista Lapis Trubieckoj w latach 2001–2011, a także gitarzysta Pawieł Traciak oraz basista Krambambuli Aleś-Franciszek Myszkiewicz. Traciak wziął jedynie udział w nagraniu pierwszego singla „Łastoczka” i rozstał się z zespołem już po pierwszym koncercie, który odbył się 4 września 2014 roku w ramach festiwalu Respublika w Kamieńcu Podolskim, decydując się na grę w grupie byłego lidera Lapis Trubieckoj Siarhieja Michałoka, Brutto.
Na początku listopada 2014 roku Trubetskoy zaprezentował zawierającą cztery nowe piosenki EP Jołki. W następnych miesiącach muzycy wydali także kilka kolejnych utworów w formie singli i maxi singli internetowych. W przeddzień pierwszej rocznicy powstania zespół opublikował teledysk do piosenki „Zawierszajetsia igra”, mający być rozliczeniem się z rozpadem grupy Lapis Trubieckoj oraz z konfliktem dotyczącym praw do wykonywania jej piosenek, jaki rozgorzał wcześniej na łamach mediów między muzykami Trubetskoy a Siarhiejem Michałokiem. 23 października 2015 roku grupa wydała swój debiutancki album Magister Bibendi, na którym znalazły się wyłącznie premierowe utwory.
W listopadzie 2016 roku, z powodu różnicy zdań co do kierunku dalszego rozwoju artystycznego zespołu, Trubetskoy opuścił basista Aleś-Franciszak Myszkiewicz, koncentrując się na własnym projekcie muzycznym The Superbullz. Zastąpił go Dzmitryj Swirydowicz, który był członkiem założycielem zespołu Lapis Trubieckoj i występował w nim z przerwami do 2006 roku. Tym samym w skład grupy wchodzą obecnie wyłącznie dawni wieloletni muzycy Lapis Trubieckoj.
1 września 2017 roku, z okazji trzecich urodzin zespołu, muzycy opublikowali singel „Kitti”. Zgodnie z zapowiedziami członków grupy, miał on być zwiastunem zmiany jej stylu na lżejszy, pop rockowy i odejście od dotychczasowej „ciężkiej muzyki tanecznej”. Utwór ten był jednocześnie pierwszym nagranym razem z nowym członkiem grupy, klawiszowcem Dzmitryjem Chamienką. Jesienią 2017 roku zespół zaprezentował kolejny singel „Kogda idiosz domoj” oraz teledyski do obu piosenek. 18 kwietnia 2018 roku Trubetskoy opublikował białoruskojęzyczny singel „Majo serca”. W czerwcu z grupą rozstał się Alaksandr Starażuk, w roli perkusisty zastąpił go były członek zespołów J:Mors i Leprikonsy Siarhiej Padliwachin.
13 września 2018 roku grupa opublikowała składającą się z trzech utworów EP Trafik. 1 lutego 2019 roku zespół przedstawił singel „Bit”, promujący nowy album. Dwa tygodnie później, 15 lutego 2019, Trubetskoy wydał drugi album studyjny Zaszewielit bit, którego producentem był gitarzysta Rusłan Uładyka.
6 czerwca 2019 roku Uładyka został napadnięty i pobity w jednym z mińskich barów. Od tego czasu muzyk znajdował się w śpiączce, a tymczasowym gitarzystą grupy został członek Krambambuli i The Superbullz Pawieł Trypuć. Rusłan Uładyka zmarł 19 stycznia 2020 roku w wieku 45 lat, zaś 31 stycznia 2020 roku zespół ogłosił, że Trypuć stał się jego stałym członkiem.
W 2020 roku po wyborach prezydenckich na Białorusi grupa odrzuciła dotychczasową koncepcję apolityczności i aktywnie zaangażowała się w poparcie protestów, m.in. koncertując na mityngu w Grodnie. W grudniu 2020 zespół opublikował teledysk do piosenki „Wola”, nawiązujący do antyprezydenckich demonstracji oraz odwagi białoruskich kobiet, w tym modelki i sportsmenki Wolhi Chiżynkowej. W listopadzie 2021 roku nastąpiła kolejna zmiana w składzie zespołu – gitarzystę Pawła Trypucia zastąpił Wital Wiaczerski.

## Skład

### Obecny skład zespołu
- Pawieł Bułatnikau – wokal (od 2014)
- Wital Wiaczerski – gitara (od 2021)
- Dzmitryj Swirydowicz – gitara basowa (od 2016)
- Dzmitryj Chamienka – klawisze, wokal wspierający (od 2017)
- Siarhiej Padliwachin – perkusja (od 2018)

### Byli członkowie zespołu
- Pawieł Traciak – gitara, wokal wspierający (wrzesień 2014)
- Aleś-Franciszak Myszkiewicz – gitara basowa, wokal wspierający (2014-2016)[25]
- Alaksandr Starażuk – perkusja (2014–2018)
- Rusłan Uładyka – gitara, wokal wspierający (2014–2020)
- Pawieł Trypuć – gitara, wokal wspierający (2020–2021, gościnnie w latach 2019–2020)

## Dyskografia

### Albumy studyjne
| Rok  | Dane dot. albumu                                                                                                  |
| ---- | --- |
| 2015 | Magister Bibendi - Data wydania: 23 października 2015 - Wydawca: Soyuz Music                                      |
| 2019 | Zaszewielit bit - Oryginalna pisownia tytułu: Зашевелит бит - Data wydania: 15 lutego 2019 - Wydawca: Soyuz Music |

### Minialbumy
| Lista utworów | Lista utworów         | Lista utworów |
| Nr            | Tytuł utworu          | Długość       |
| ------------- | --------------------- | ------------- |
| 1.            | „Don’t Touch My Bass” | 2:35          |
| 2.            | „Jołki” („Ёлки”)      | 3:11          |
| 3.            | „Riadom” („Рядом”)    | 3:19          |
| 4.            | „Let It Be”           | 3:31          |

| Lista utworów | Lista utworów                   | Lista utworów |
| Nr            | Tytuł utworu                    | Długość       |
| ------------- | ------------------------------- | ------------- |
| 1.            | „Wriemia” („Время”)             | 3:06          |
| 2.            | „Poj, changer” („Пой, changer”) | 2:41          |
| 3.            | „Trafik” („Трафик”)             | 3:00          |

### Single
| Rok  | Dane dot. singla | Album           |
| ---- | --- | --------------- |
| 2014 | „Łastoczka” - Oryginalna pisownia tytułu: „Ласточка” - Data wydania: 1 września 2014                                | –               |
| 2015 | Prywitannie usim naohuł - Oryginalna pisownia tytułu: Прывітанне ўсім наогул - Data wydania: 3 marca 2015           | –               |
| 2015 | „Iroczka” - Oryginalna pisownia tytułu: „Ирочка” - Data wydania: 27 czerwca 2015                                    | –               |
| 2015 | „Zawierszajetsia igra” - Oryginalna pisownia tytułu: „Завершается игра” - Data wydania: 31 sierpnia 2015            | –               |
| 2016 | „Odin iz was” - Oryginalna pisownia tytułu: „Один из вас” - Data wydania: 3 listopada 2016                          | –               |
| 2017 | „Kitti” - Oryginalna pisownia tytułu: „Китти” - Data wydania: 1 września 2017                                       | –               |
| 2017 | „Kogda idiosz domoj” - Oryginalna pisownia tytułu: „Когда идёшь домой” - Data wydania: 28 listopada 2017            | –               |
| 2018 | „Majo serca” - Oryginalna pisownia tytułu: „Маё сэрца” - Data wydania: 18 kwietnia 2018                             | Zaszewielit bit |
| 2018 | „Wriemia” - Oryginalna pisownia tytułu: „Время” - Data wydania: 28 czerwca 2018                                     | Trafik          |
| 2019 | „Bit” - Oryginalna pisownia tytułu: „Бит” - Data wydania: 1 lutego 2019                                             | Zaszewielit bit |
| 2020 | „Wola” - Oryginalna pisownia tytułu: „Воля” - Alternatywna pisownia tytułu: „VOLYA” - Data wydania: 20 grudnia 2020 | –               |

## Teledyski
| Rok  | Tytuł                  | Pisownia oryginalna | Data premiery        | Reżyser                            |
| ---- | ---------------------- | ------------------- | -------------------- | ---------------------------------- |
| 2015 | „Gagarin”              | „Гагарин”           | 12 kwietnia 2015     | Ołeksandr Stekołenko               |
| 2015 | „Gagarin” (2.0)        | „Гагарин” (2.0)     | 22 kwietnia 2015     | Aleksandr Bobik                    |
| 2015 | „Iroczka”              | „Ирочка”            | 1 lipca 2015         | Marija Monakowa, Dmitrij Lewkowski |
| 2015 | „Zawierszajetsia igra” | „Завершается игра”  | 31 sierpnia 2015     | Alaksiej Cierachau                 |
| 2015 | „Magister Bibendi”     | „Magister Bibendi”  | 19 października 2015 | Wital Sidaruk                      |
| 2016 | „Łastoczka”            | „Ласточка”          | 11 kwietnia 2016     |                                    |
| 2016 | „Kapkan”               | „Капкан”            | 29 maja 2016         |                                    |
| 2016 | „Odin iz was”          | „Один из вас”       | 4 listopada 2016     | Maciej Saburau                     |
| 2017 | „Kitti”                | „Китти”             | 15 września 2017     | Hindrek Maasik                     |
| 2017 | „Kogda idiosz domoj”   | „Когда идёшь домой” | 28 listopada 2017    | Hindrek Maasik                     |
| 2018 | „Wriemia”              | „Время”             | 28 czerwca 2018      | Vadim Mechona, Roman Gonczarienko  |
| 2019 | „Bit”                  | „Бит”               | 1 lutego 2019        | La Chatte Fantastique              |
| 2020 | „Wola”                 | „Воля”/„VOLYA”      | 20 grudnia 2020      | Arsenij Kałmykou                   |